# Józef Gielo
Józef Gielo (ur. 5 stycznia 1934 w Rosach w gminie Stoczek Łukowski, zm. 3 marca 1981 w Warszawie) – polski poeta. 
Studiował polonistykę na Uniwersytecie Warszawskim. Debiutował w 1957 roku wierszami we „Współczesności”. Utwory poetyckie publikował w „Almanachu Młodych”, „Poezji”, „Kulturze”, „Tygodniku Kulturalnym” i innych czasopismach. Zajmował się także publicystyką  i propagowaniem sztuk plastycznych. 
Wydał powieść Cena walki (PAX 1963), monografię obozu koncentracyjnego w Rogoźnicy Gross-Rosen (KIW 1970), opracował materiały repertuarowe z poezji francuskiej dotyczącej Komuny Paryskiej pt. Paryż na barykadach (COMUK 1970) i piosenki partyzanckie Partyzanckie ścieżki („Nasz Klub” 1973). Wydał tomiki poetyckie: Powroty (Iskry 1974), Równiny nadziei (KAW 1980), za które otrzymał pośmiertnie nagrodę „Poezji” oraz Przeczucia (2001), wydany również po śmierci. Zmarł w marcu 1981 w nie do końca wyjaśnionych okolicznościach.